# 弁柄

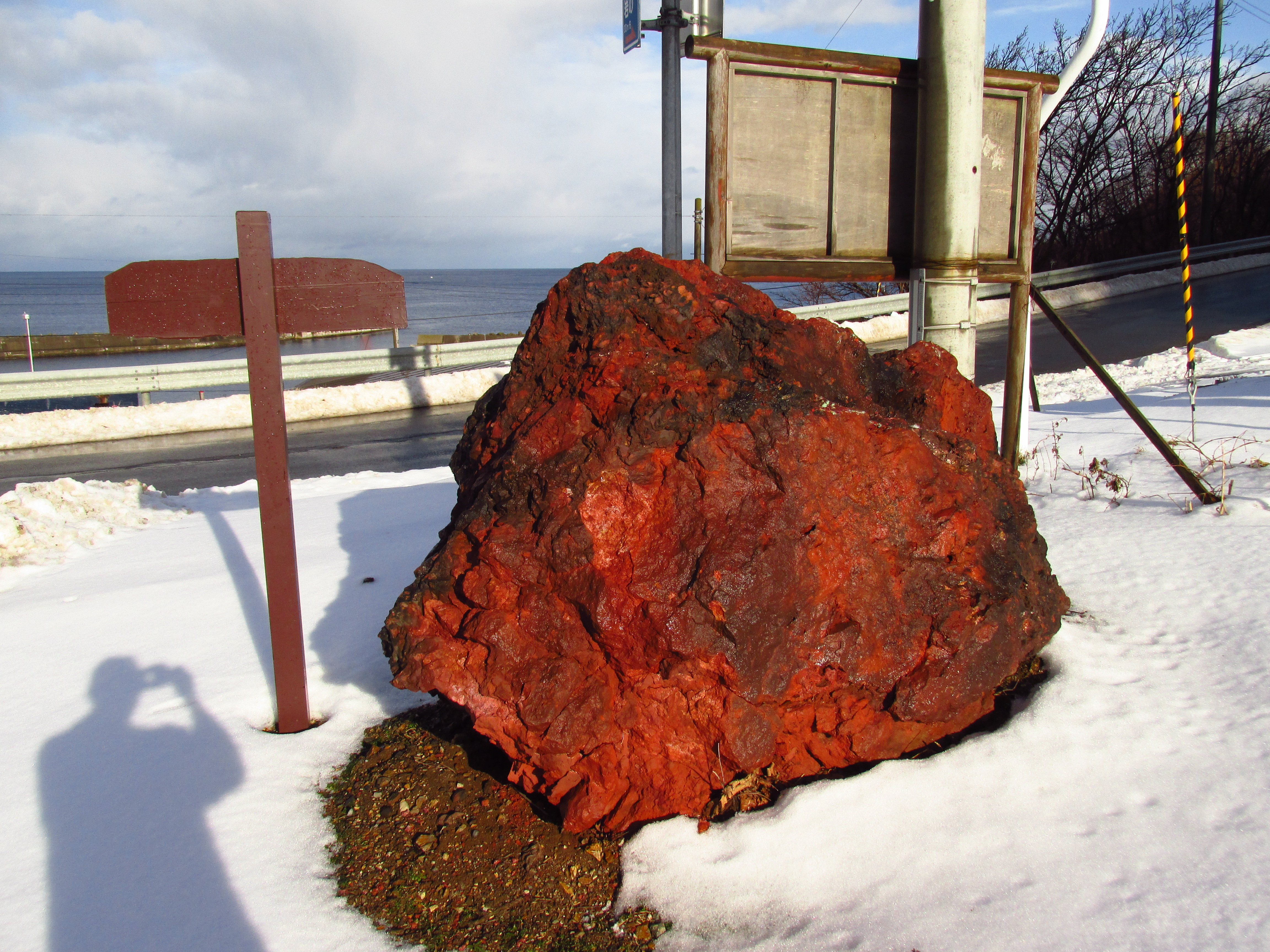
ベンガラ産地の青森県東津軽郡今別町にある「赤根沢の赤岩」（県指定天然記念物）

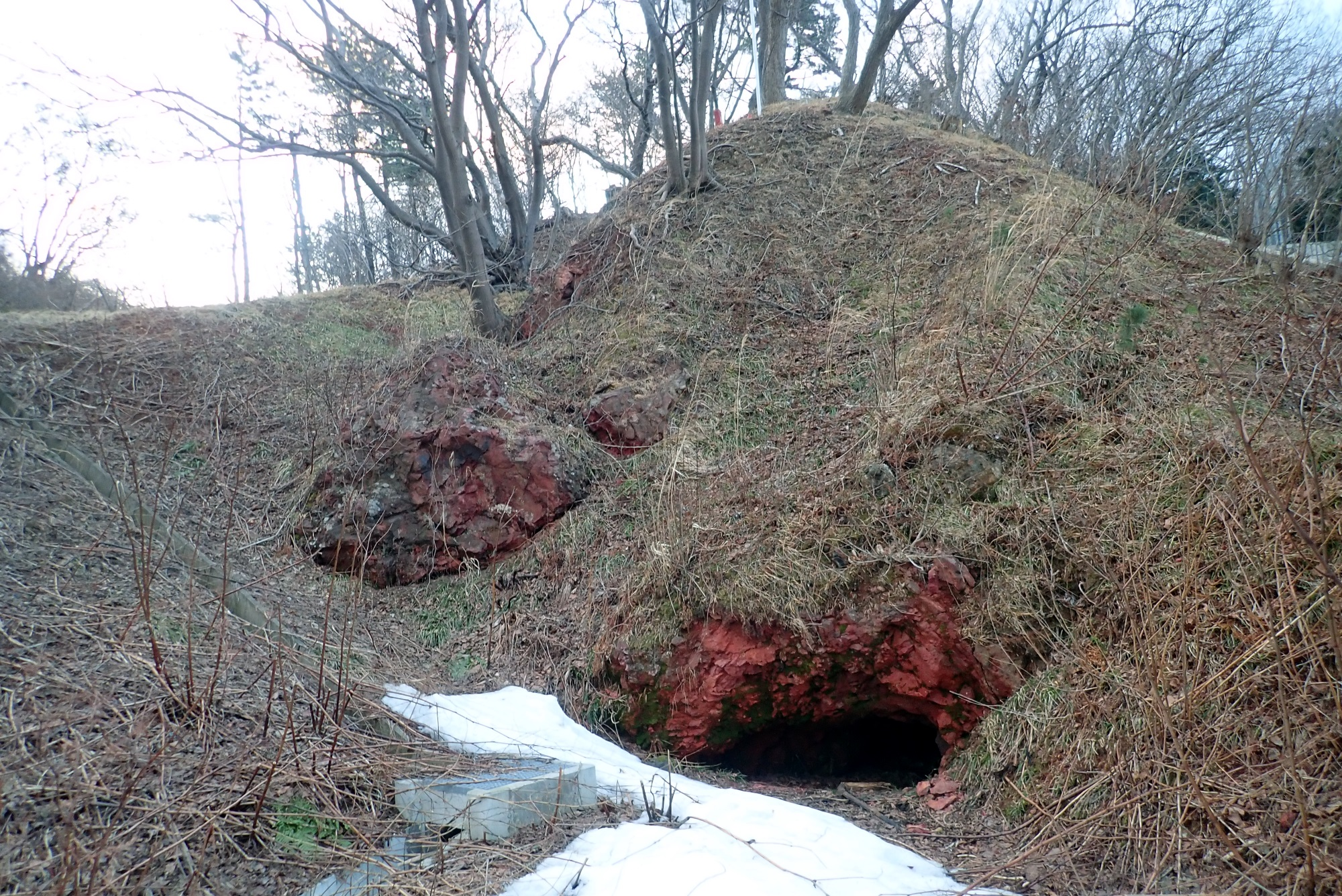
赤根沢の赤岩より南に60メートルほどに位置する弁柄の採掘跡（青森県東津軽郡今別町）

弁柄（べんがら、オランダ語: Bengala 、紅殻とも表記）あるいは酸化鉄赤（英語: Red Iron Oxide ）は、赤色顔料・研磨剤の一つ。酸化第二鉄（赤色酸化鉄、酸化鉄(III)、Fe2O3）を主要発色成分とする。

## 顔料
酸化鉄顔料では最も生産量が多い。日本では、江戸時代にインドのベンガル地方産を輸入したために「べんがら」と名づけられた。このほか吹屋（現在の岡山県高梁市）では銅を産した鉱山の副産物として造られ、伊万里焼や輪島塗などに使われたほか、吹屋の家々の木材をベンガラで塗った、赤褐色の建物群が現存する。現代のベンガラは天然産・赤鉄鉱もあるが、多くは合成された工業用ベンガラである。Color Index Generic Nameは合成酸化鉄赤が Pigment Red 101 で、天然酸化鉄赤が Pigment Red 102 である。化学組成は鉄の赤錆と同様といえる。硫酸鉄を高温で熱し、苛性ソーダで中和したものである。
弁柄を作るにはおよそ次のような工程がある。
1. 鉄鉱石を砕く。
2. 硫黄分を除く。
3. 不純物を沈殿させ、緑礬（りょくばん／ろくは／ローハ）という結晶を作る。
4. 朴（ホウノキ）の葉に緑礬を盛る。
5. 松の薪で2日間、700度で焼き続ける。
6. 水洗いして石臼で粉にする。
7. これを3度繰り返す。
8. 粉の中の酸を水に溶け出させる。
9. 弁柄の成分が沈殿。
10. 上澄みを捨て、水を入れる。
11. これを10回から100回繰り返す。
12. 板に塗り延ばし、天日干しする。

その他、赤土ベンガラ、丹土ベンガラ、赤泥ベンガラ、パイプ状ベンガラ、鉄丹ベンガラ、ローハベンガラがある。中でも球状微粒子で赤い色相が良好なのはローハベンガラである。ローハは緑礬（りょくばん）とも呼ばれ、江戸時代に刊行された『和漢三才図会』には緑礬を焼き、朱辰砂の代用にする。これを礬紅というと記述されている。また、緑礬は薬用や火薬、染料や顔料として使用され、古来赤の顔料として用いられた朱辰砂の代わりに、緑礬を焼いて加工し赤の顔料とした。丹土ベンガラとローハベンガラの化学組成は同様であり、鉄（Fe）、珪素（Si）、アルミニウム（Al）などが強く検出されるのが特徴である。
着色力や隠蔽力が大きく、耐熱性、耐水性、耐光性・耐酸性、耐アルカリ性のいずれにも優れており、安価なうえ無毒で人体にも安全なため非常に用途は多い。古くは弥生時代後期から古墳時代初頭にかけて濃尾平野を中心に生産された、赤彩を施した土器（パレススタイル土器）の彩色にも使われていた。
工業用ベンガラとしてセメントやプラスチック、ゴムの着色、塗料、インク、絵具等に用いられるほか、中部・近畿地方以西の伝統的な民家建築の木材に塗られているものを目にすることができる。欠点は彩度が低いことで、鮮やかなものは橙赤色をしている一方、彩度の低い赤褐色のものも多い。日本においては赤というより褐色の顔料として認識されていることも多い。
なお赤い色相の良好で彩度の高いローハベンガラは、磁器の絵付け、漆器、歴史的建造物のベンガラ塗装に多用され、江戸時代に製造されたローハベンガラは高品質・高付加価値であった。ベンガラ産地吹屋の西江邸蔵に大切に保存されている。現在、ローハベンガラは日光東照宮など文化財修復や作家に使用されている。

### 代赭色
日本工業規格（JIS）では、JIS慣用色名の一つとして右のように定義されている。

### 酸化鉄赤の顔料
酸化鉄赤を主たる発色成分とするものには他に、マルスレッド（Mars Red）、レッドオーカー（Red Ochre）、ライトレッド（Light Red）、ベネシャンレッド、ヴェネチア赤（Venetian Red）、インディアンレッド、インド赤（Indian Red）、テラローザ（Terra Rosa）、ターキー赤（-あか）、鉄朱（てつあか）、鉄丹（てつたん）がある。これらは同一の対象を名指すとは限らず、区別する場合がある。

## 研磨剤
光学ガラスを研磨してレンズやプリズムを製造する研磨剤として非常に広く使用され、ガラス研磨剤の代名詞であった。レンズ製造現場では単に「紅」（べに）と呼び、これでガラス素材を研磨することを俗に「紅を付ける」「紅を散らす」等という。現在研磨剤はもっと「切れ」の良い酸化セリウムに移行しているが、これを「白紅」（しろべに）と矛盾を含んだ呼び方をするのは研磨剤＝紅殻であった名残である。